# Danny Duffy
Daniel Richard Duffy (ur. 21 grudnia 1988 w Golecie) – amerykański baseballista występujący na pozycji miotacza w Kansas City Royals.

## Przebieg kariery
Po ukończeniu szkoły średniej w 2007 roku został wybrany w trzeciej rundzie draftu przez Kansas City Royals i początkowo grał w klubach farmerskich tego zespołu, między innymi w Omaha Storm Chasers, reprezentującym poziom Triple-A. W 2009 reprezentował klub w All-Star Futures Game. W Major League Baseball zadebiutował 18 maja 2011 w meczu przeciwko Texas Rangers. Pierwsze zwycięstwo zanotował 14 czerwca 2011 w spotkaniu z Oakland Athletics.
W 2012 po rozegraniu sześciu meczów poddał się operacji łokcia, zwanej operacją Tommy'ego Johna, co wyeliminowało go z gry do końca sezonu. Sezon 2013 rozpoczął od występów w zespole farmerskim Double-A Northwest Arkansas Naturals, następnie grał w Omaha Storm Chasers. W MLB po raz pierwszy po zabiegu zagrał 7 sierpnia 2013 w wygranym przez Royals meczu z Minnesota Twins. W 2015 zagrał w trzech meczach World Series, w których Royals pokonali New York Mets 4–1.
1 sierpnia 2016 w meczu przeciwko Tampa Bay Rays ustanowił rekord klubowy zaliczając 16 strikeoutów. W ósmej zmianie miał na koncie no-hittera, którego zakończył Desmond Jennings zaliczając double'a.

## Nagrody i wyróżnienia
| Nagroda/wyróżnienie      | Lata | Źródło |
| Zwycięzca w World Series | 2015 | [ 1 ]  |